# Гвила, Лукаш
Лукаш Гвила (словац. Lukáš Hvila; род. 30 ноября 1981 года, Попрад, Чехословакия) — словацкий хоккеист, левый крайний нападающий. Играет в Словацкой экстралиге за клуб «Дукла» (Михаловце).

## Карьера
Выступал за ХК «Попрад», ХК «Кошице», МсХК «Жилина», ХКм «Зволен», ХК «Пльзень», ХК «Банска Быстрица», ХК «Есенице», «Бейбарыс» (Атырау), ХК «Нове Замки», ХК «Спишска Нова-Вес». С сезона 2019/2020 играет в Словацкой экстралиге за клуб «Дукла» (Михаловце).
В чемпионатах Словакии провёл 957 матчей, набрал 548 очков (256 шайб + 292 передачи), в чемпионатах Чехии — 49 матчей, 20 очков (7+13), в чемпионатах Казахстана — 52 матча, 41 очко (20+21).
В составе сборной Словакии провел 4 матча. В составе молодежной сборной Словакии участник чемпионата мира 2001 (7 матчей). В составе юниорской сборной Словакии участник чемпионата мира 1999 (7 матчей, 3+1).

## Достижения
- Бронзовый призер чемпионата мира среди юниоров (1999)
- Серебряный призер чемпионата Словакии (2012, 2016)
- Бронзовый призер чемпионата Словакии (2011)
- Лучший снайпер чемпионата Словакии 2016 (29 голов)